# Tingatinga

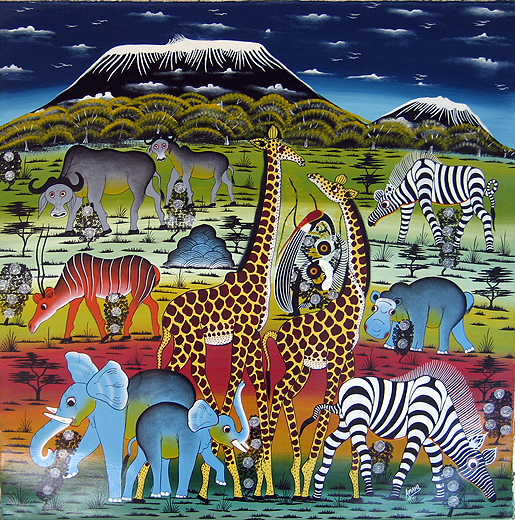
Tingatinga

Tingatinga is een kunstschilderstijl die in de tweede helft van de 20e eeuw ontstaan is rond de Tanzaniaanse stad Dar es Salaam. 
Tingatinga is vernoemd naar de grondlegger Edward Saidi Tingatinga (1932–1972). Na zijn dood hebben een aantal van zijn leerlingen zich verenigd in de Tingatinga Arts Cooperative Society (TACS). Een andere bekende Tingatinga-schilder was George Lilanga (1934–2005).

## Stijl
De stijl wordt gekenmerkt door een kleurrijke karikaturale en naïeve stijl. De onderwerpen zijn veelal typisch Afrikaans. Men ziet wilde dieren (giraffen, olifanten, zebra's), Afrikaanse dorpsgezichten, gestileerde mensfiguren en bonte decoratieve patronen.

## Materiaal
Tingatinga schilderijen worden veelal gemaakt op masoniet (hardboard) met verf die ook voor fietsen gebruikt wordt.

## Afbeeldingen

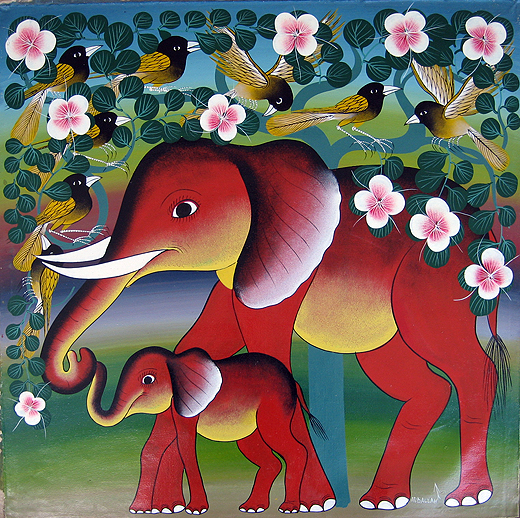
Abdallah
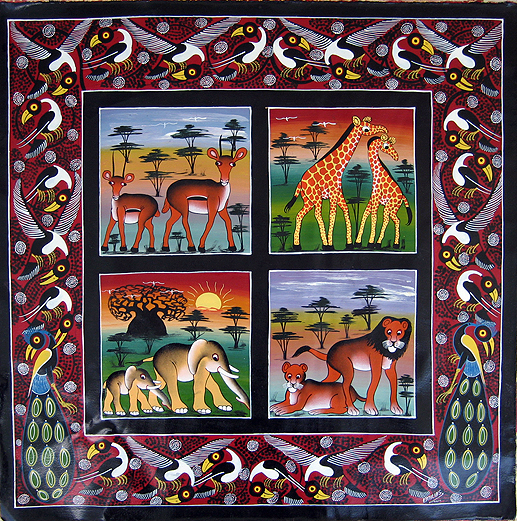
Emilias
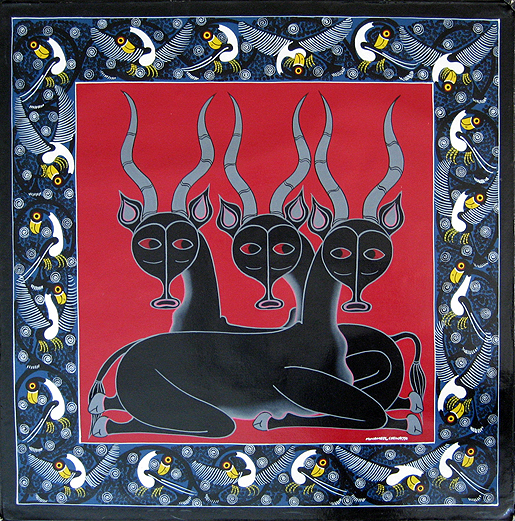
Mwamedi Chiwaya
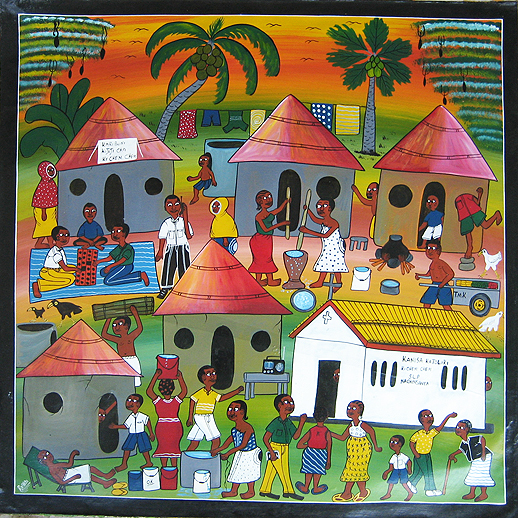
Kichem Chem door Rashidi
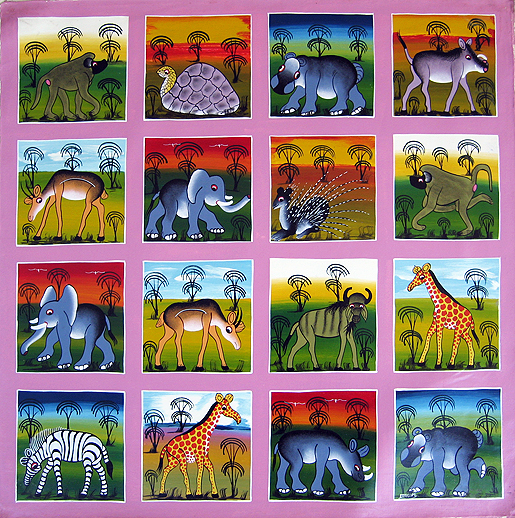
Emilias
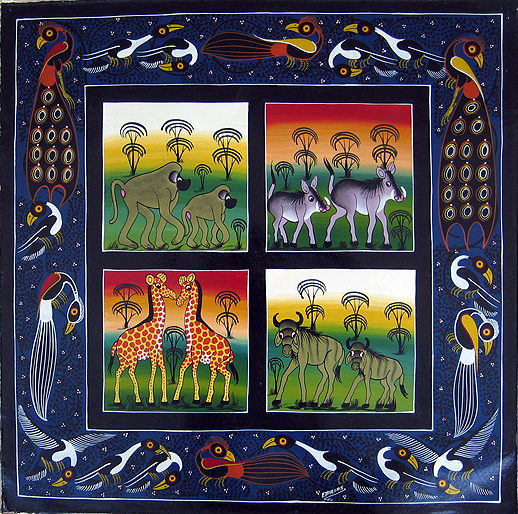
Emilias
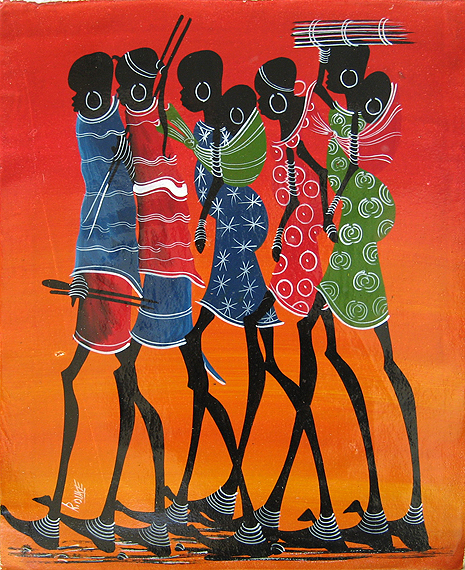
Duke
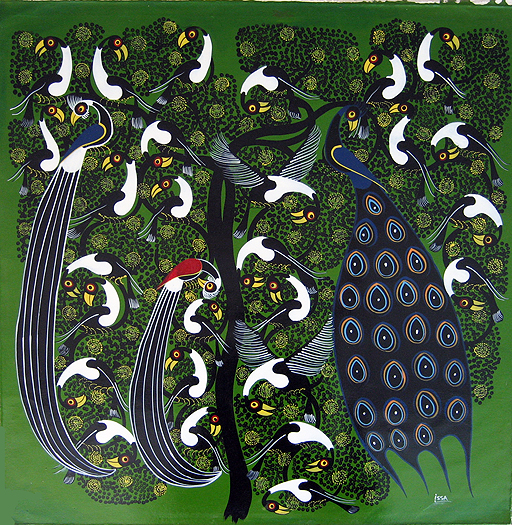
Issa
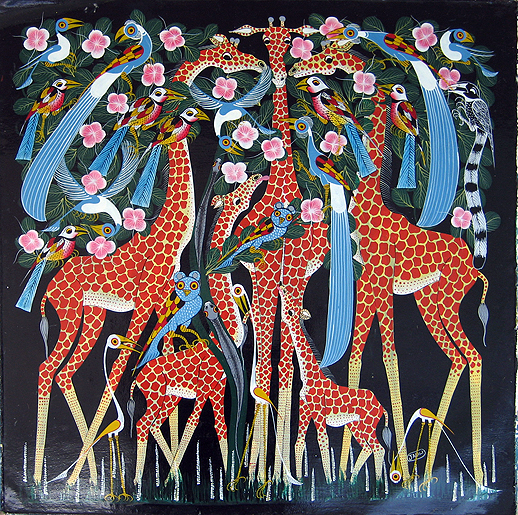
Jabili
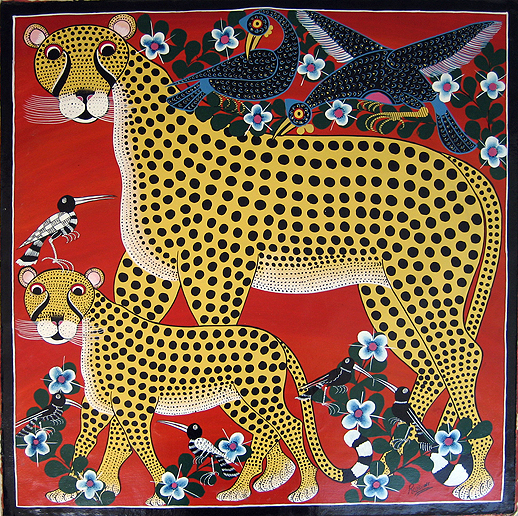
Rubuni
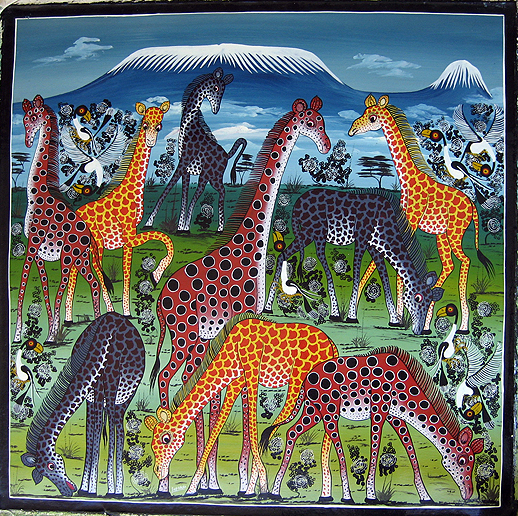
Sufiani
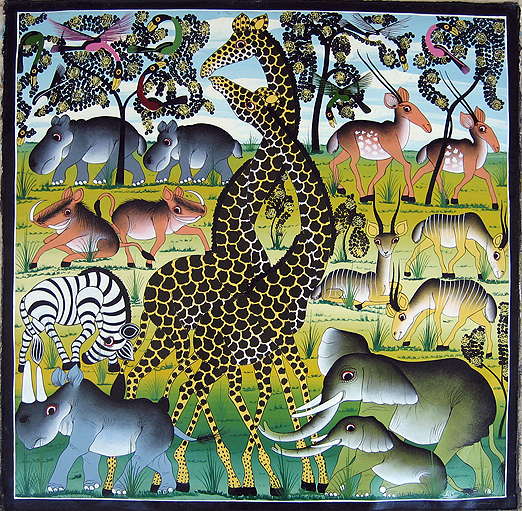
Ally